# فولکرمارکت
شهر فولکرمارکت (به آلمانی: Völkermarkt) در استان  کرنتن با جمعیت  ۱۱٬۴۲۹  نفر در کشور اتریش واقع شده‌است.